# Lasiopodomys
Lasiopodomys (Lataste, 1887) è un genere di roditori della famiglia dei Cricetidi.

## Descrizione

### Dimensioni
Al genere Lasiopodomys appartengono roditori di piccole dimensioni, con lunghezza della testa e del corpo tra 98 e 150 mm, la lunghezza della coda tra 19 e 30 mm e un peso fino a 84 g.

### Caratteristiche craniche e dentarie
Il cranio è largo e appiattito dorsalmente, le bolle timpaniche sono internamente spugnose e l'osso mastoide è notevolmente rigonfio. Gli incisivi superiori sono proodonti, ovvero con le punte rivolte in avanti, mentre i molari sono a crescita continua.
Sono caratterizzati dalla seguente formula dentaria:

### Aspetto
Il corpo è adattato ad una vita fossoria. La pelliccia è soffice e fine. Le orecchie sono corte, prive di peli e parzialmente nascoste dalla pelliccia. Gli artigli delle zampe anteriori sono considerevolmente allungati, il pollice è munito di un artiglio affilato invece che della solita unghia appiattita. Le piante dei piedi sono densamente ricoperte di peli e provviste di sei cuscinetti, con i due posteriori molto piccoli e situati molto indietro. La coda è corta e densamente pelosa.

## Distribuzione
Il genere è diffuso in Cina, Mongolia e nelle zone adiacenti della Siberia.

## Tassonomia
Il genere comprende 3 specie.
- Lasiopodomys brandtii
- Lasiopodomys fuscus
- Lasiopodomys mandarinus